# داچیا سولنزا
داچیا سولنزا (Dacia Solenza) خودرویی است که در سال‌های ۲۰۰۳—۲۰۰۵تولید شده است.
این خودرو در کلاس خودرو کامپکت کوچک قرار گرفته، طراحی آن خودروهای موتور جلو-محور جلو بوده است.

## نگارخانه

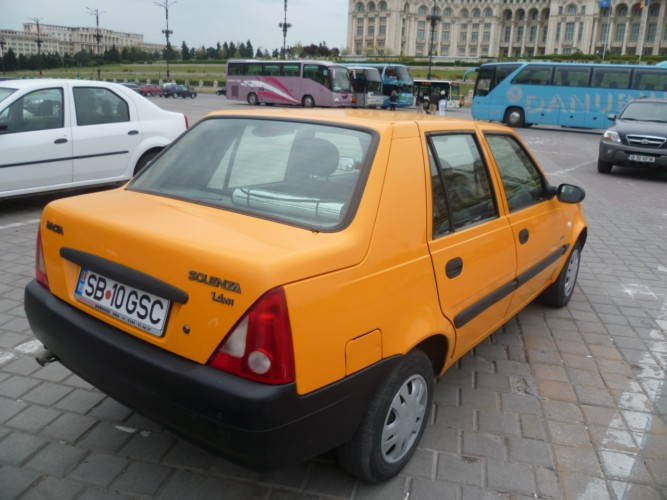
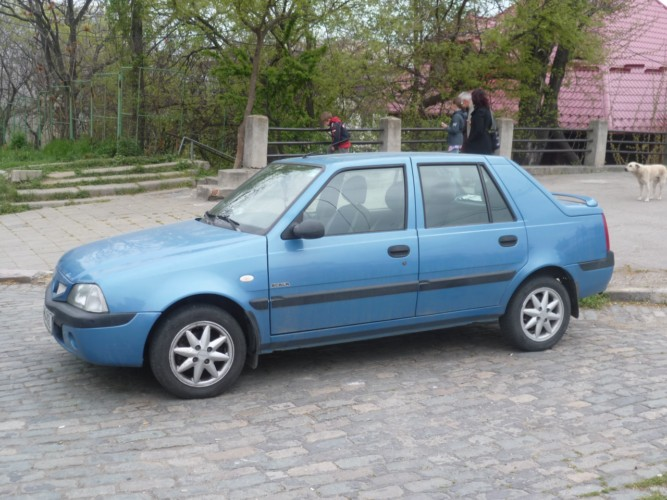
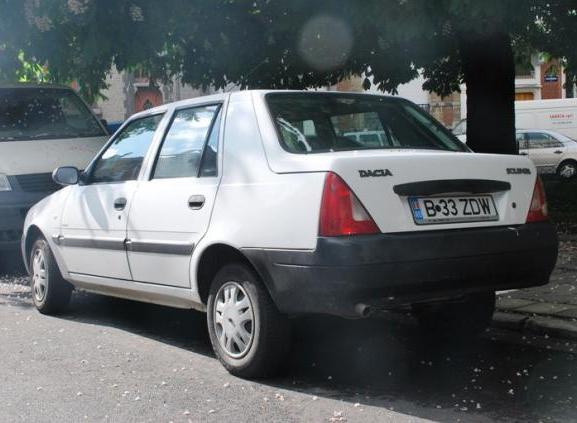
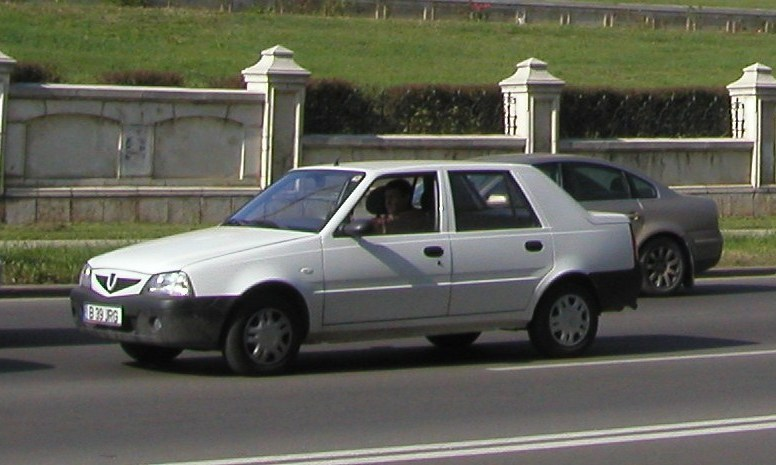
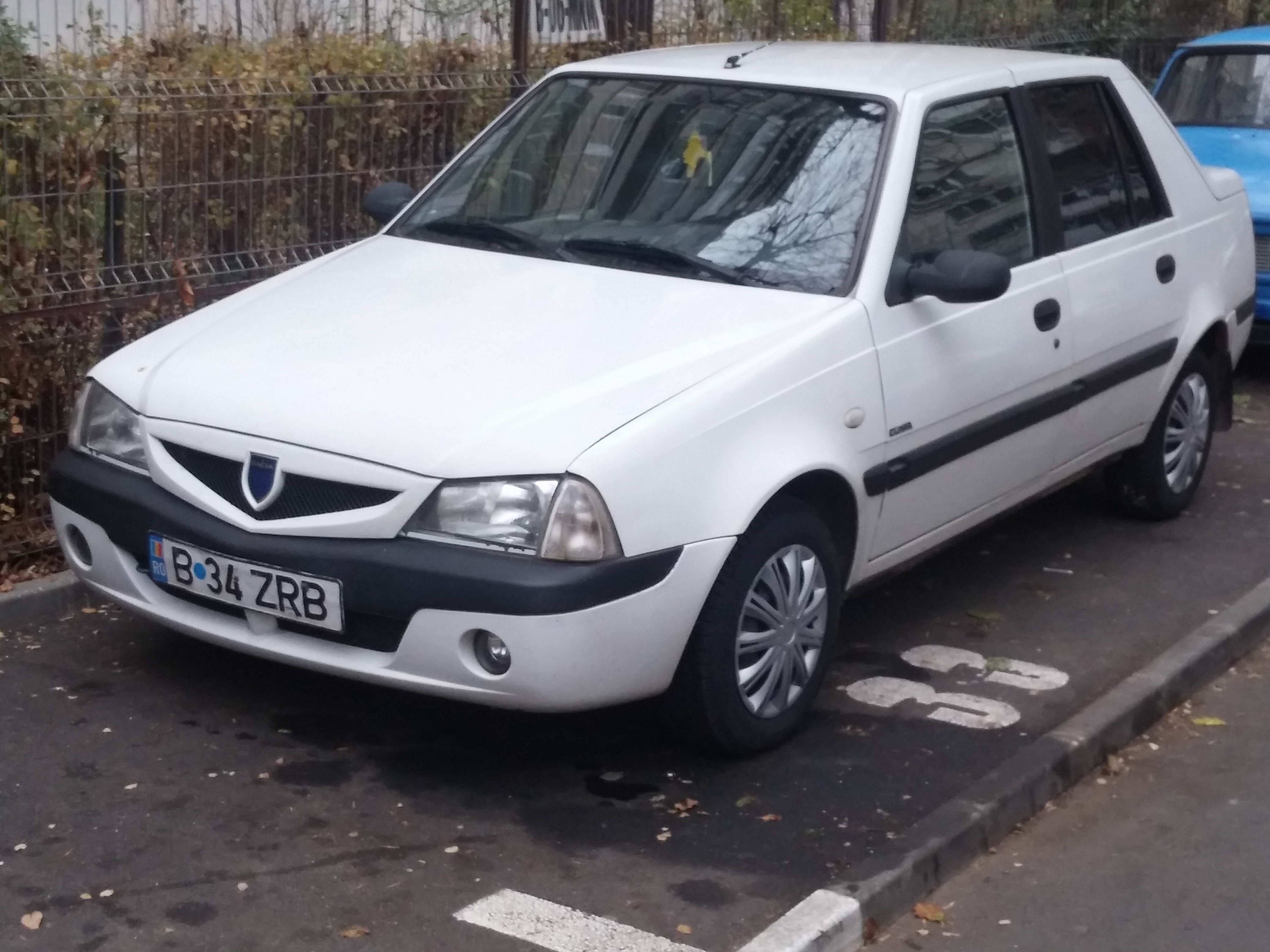
نمای جلو